# داخليات الشرج
داخليات الشرج أو خفيَّات الشرج (بالإنجليزية: Entoprocta)‏ هي شعبة من الحيوانات البحرية، تتراوح أطوالها ما بين 0.1 إلى 7 مليمترا (0.0039 إلى 0.28). الأفراد الناضجة تكون على شكل طاسة، على سيقان طويلة نسبيا.